# Al-Ghashiya
Al-Ghashiya "O Evento Assolador" (do árabe: الغاشية‎) é a octagéssima oitava sura do Alcorão e tem 26 ayats.